# 螫短脊鱂
螫短脊鱂，為輻鰭魚綱鯉齒目鯉齒亞目花鳉科的其中一種，分布於中美洲巴拿馬的淡水流域，體長可達3公分，棲息在水淺的溪流、沼澤，屬肉食性，生活習性不明。